# Wilhelm Werner
Per Wilhelm Werner, född 25 juni 1893 i Ytterhogdals församling, Jämtlands län, död 1966, var en svensk väg- och vattenbyggnadsingenjör.
Werner, som var son till häradsdomare Olof Werner och Karin Trumstedt, utexaminerades från Kungliga Tekniska högskolan 1919, från Skogshögskolan 1921 och studerade vid Massachusetts Institute of Technology i Boston 1923. Han var anställd av AB Vattenbyggnadsbyrån 1919–1958 och företagets verkställande direktör 1954–1958. Han deltog i projekteringsarbete för vattenbyggnadsarbeten i Sverige, Norge, Sovjetunionen, Lettland, Polen, Irland, Kina, Burma, Indonesien och Belgiska Kongo samt var konsult i Leningrad för vattenkraftanläggning i Altaj och biträdde professor Per Hörnell som konsult åt Nya Zeelands regering. Han blev teknologie hedersdoktor i Stockholm 1952 och invaldes som ledamot av Kungliga Ingenjörsvetenskapsakademien 1939. Han skrev artiklar i svenska och utländska publikationer.